# 斜張橋

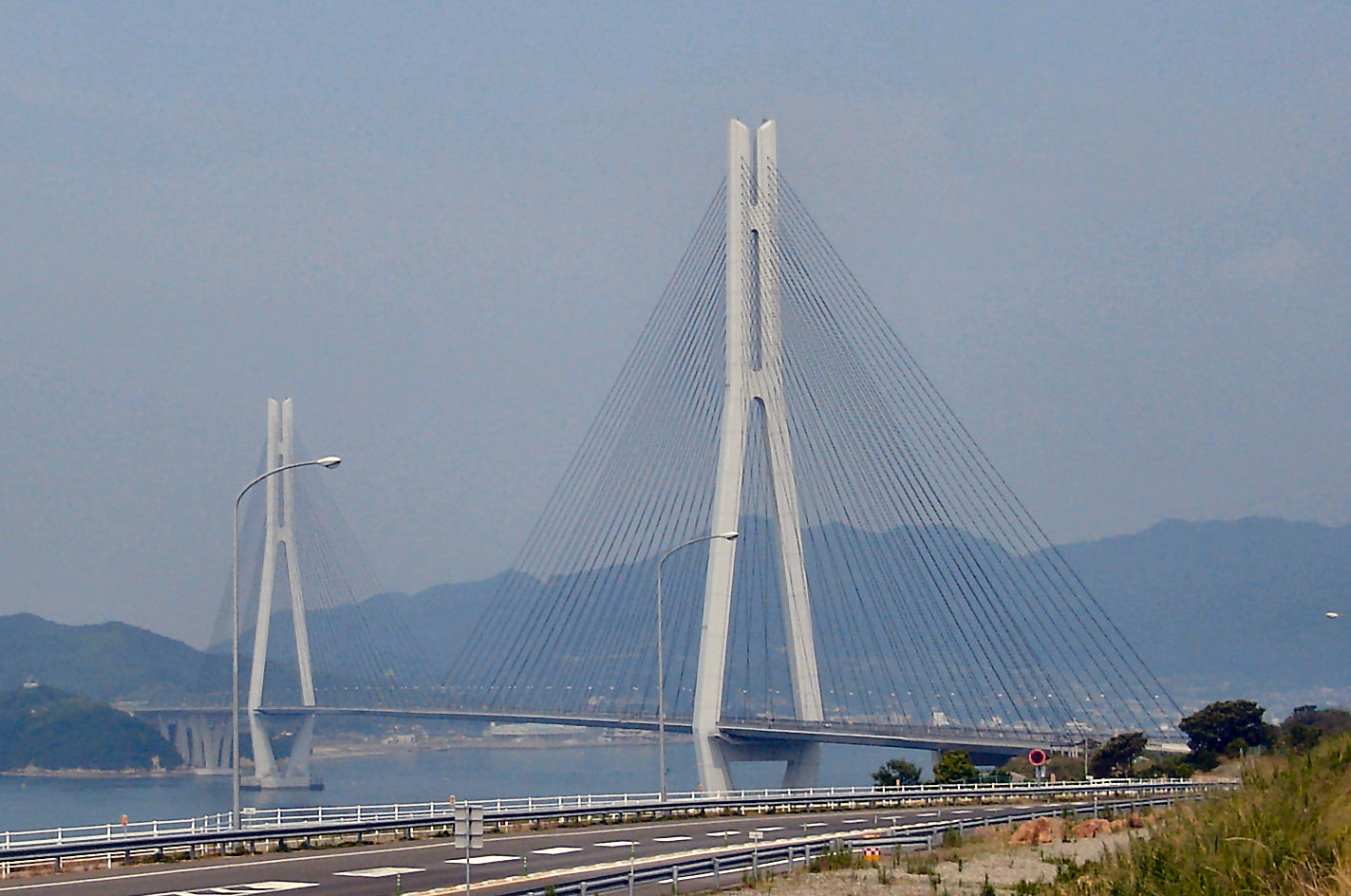
多々羅大橋

斜張橋（しゃちょうきょう、Cable-stayed bridge）は、橋の形式の1つで、塔から斜めに張ったケーブルを橋桁に直接つなぎ支える構造のものである。ケーブルを利用し吊って支えることから、広義には吊橋の一種と言える。しかし狭義には、すなわち土木工学分野、橋梁工学分野では吊橋とは区別される。斜張橋はこの狭義の吊橋（以降、単に「吊橋」と記す）に次ぐ支間長（スパン、塔と塔の間隔）を得られる。

## 歴史

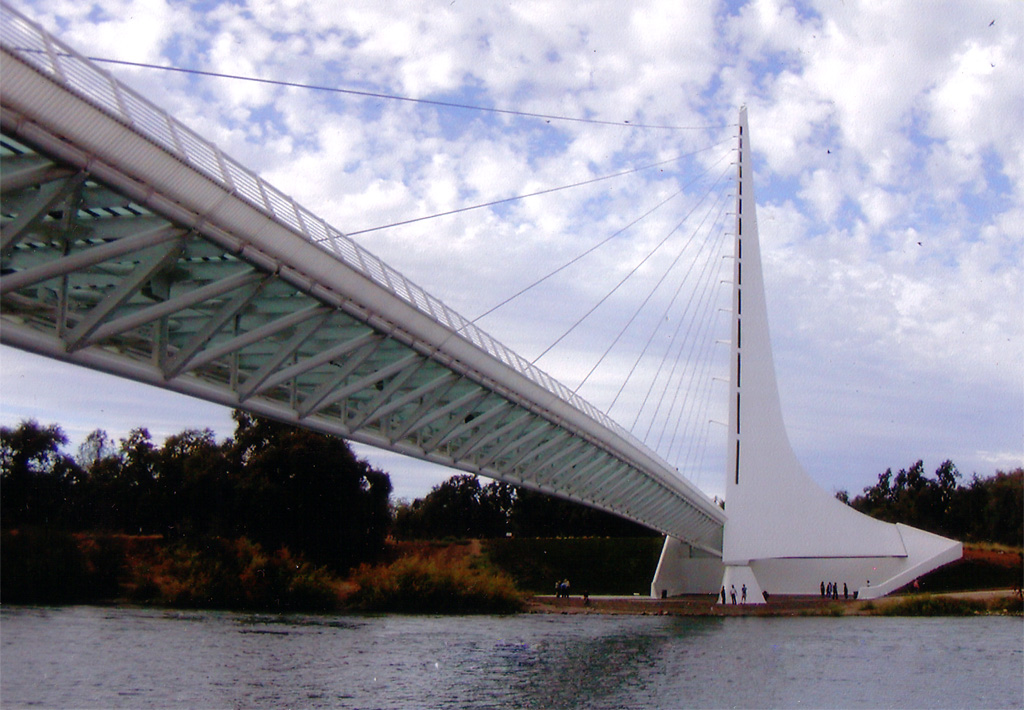
サンダイアル歩道橋、カリフォルニア州レディング。サンティアゴ・カラトラヴァの設計による

近代的な斜張橋は戦後、ドイツでライン川に架けられたものとされる。少ない材料で建造するのに適していたが、ケーブルにかかる負荷の計算など構造解析が難しく、永らく小規模なものに止まっていた。しかし、20世紀末期からコンピュータによる構造解析やシミュレーション技術などの進歩により、長大な橋が幾つも建設されている。
本四連絡橋の1つの多々羅大橋は、当初は吊橋で計画されていたが、途中で斜張橋に変更された。同じ本四架橋で初期に建設された吊橋の大鳴門橋の中央径間 (876 m) を超える890 mを実現し、世界最長の斜張橋だった。2012年4月13日、ロシア極東ウラジオストクのムラヴィヨフ・アムールスキー半島とルースキー島の間の東ボスポラス海峡(en)を跨ぐルースキー島連絡橋が完成し、2本の橋脚の間が1104 mで世界最長記録を塗り替えた。
またケーブルの張り方が均等でない、塔が斜めであるなどの特殊な形状のものも可能となってきている。例えば、アメリカ合衆国のサンダイアル（日時計）橋は、斜めに傾斜した塔の片側だけにケーブルが張られており、その名の通り傾いた塔が日時計となっている。また東京のかつしかハープ橋は、川を斜めに渡るため、橋桁すなわち路面がS字型という特殊な形状をしている。

## 形式

### 吊橋との相違

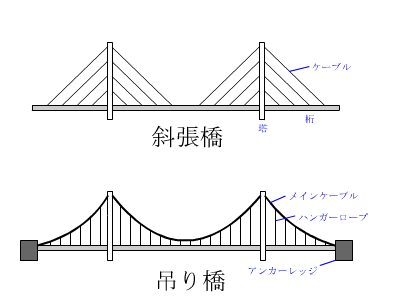
両者の形状比較

吊橋と斜張橋は、いずれもケーブルの張力を利用した吊り構造という点では同じである。大きく異なるのは、斜張橋が塔と桁をケーブルで直結しているのに対し、吊橋は塔の間にまず渡したメインケーブルがありそこから垂らしたハンガーロープで桁を吊っていることである。このため、桁に掛かる力は、吊橋では垂直方向の張力だけであるが、斜張橋では垂直方向の張力に加えて橋軸方向の圧縮力が作用する。吊橋では両端にアンカーブロック、またはアンカレイジというメインケーブルを繋ぎとめる重しがいるが、斜張橋では桁に作用する圧縮力とケーブルに作用する引張力を塔の左右で釣り合わせることができるために、必ずしも必要ではない。
また同じスパンの場合、塔の高さは斜張橋の方がやや高くする必要がある。

### 斜版橋
斜張橋の特殊な形式の1つに「斜版橋」がある。通常の斜張橋では桁を支える斜めのケーブルが露出しているが、斜版橋ではケーブルの周囲をコンクリート版で被覆したものであり、これにより橋全体の剛性が向上する。

## 構造

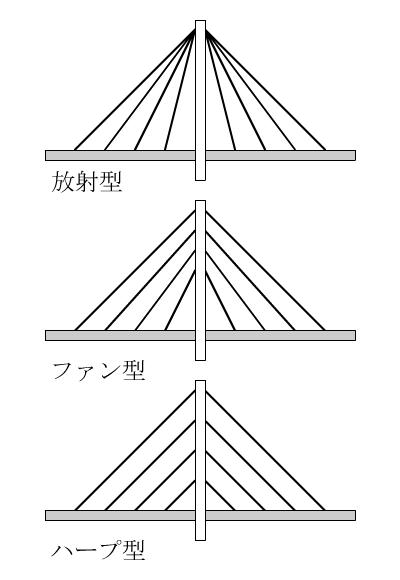
ケーブルの張り方

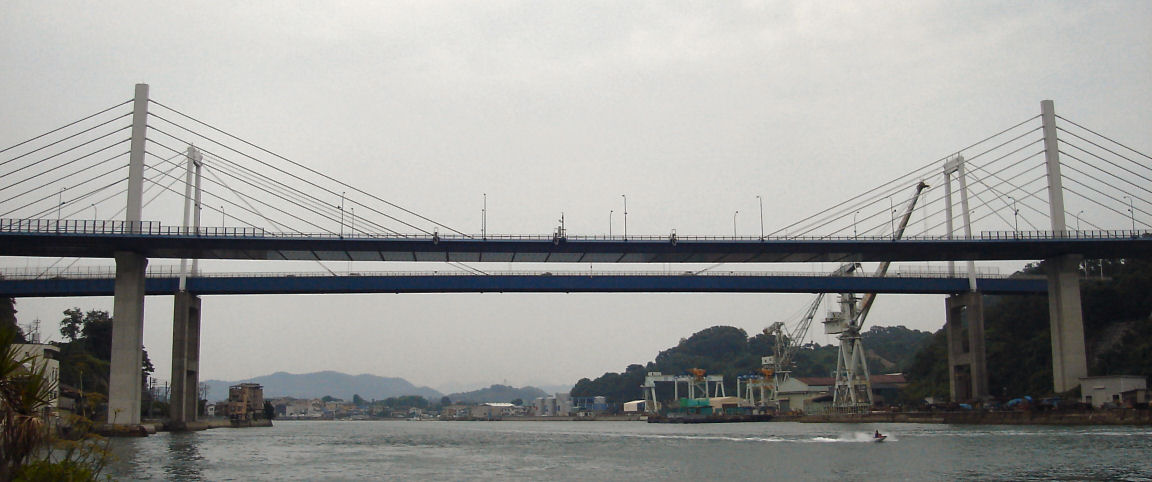
手前、新尾道大橋（ハープ型）
後方、尾道大橋（放射型）

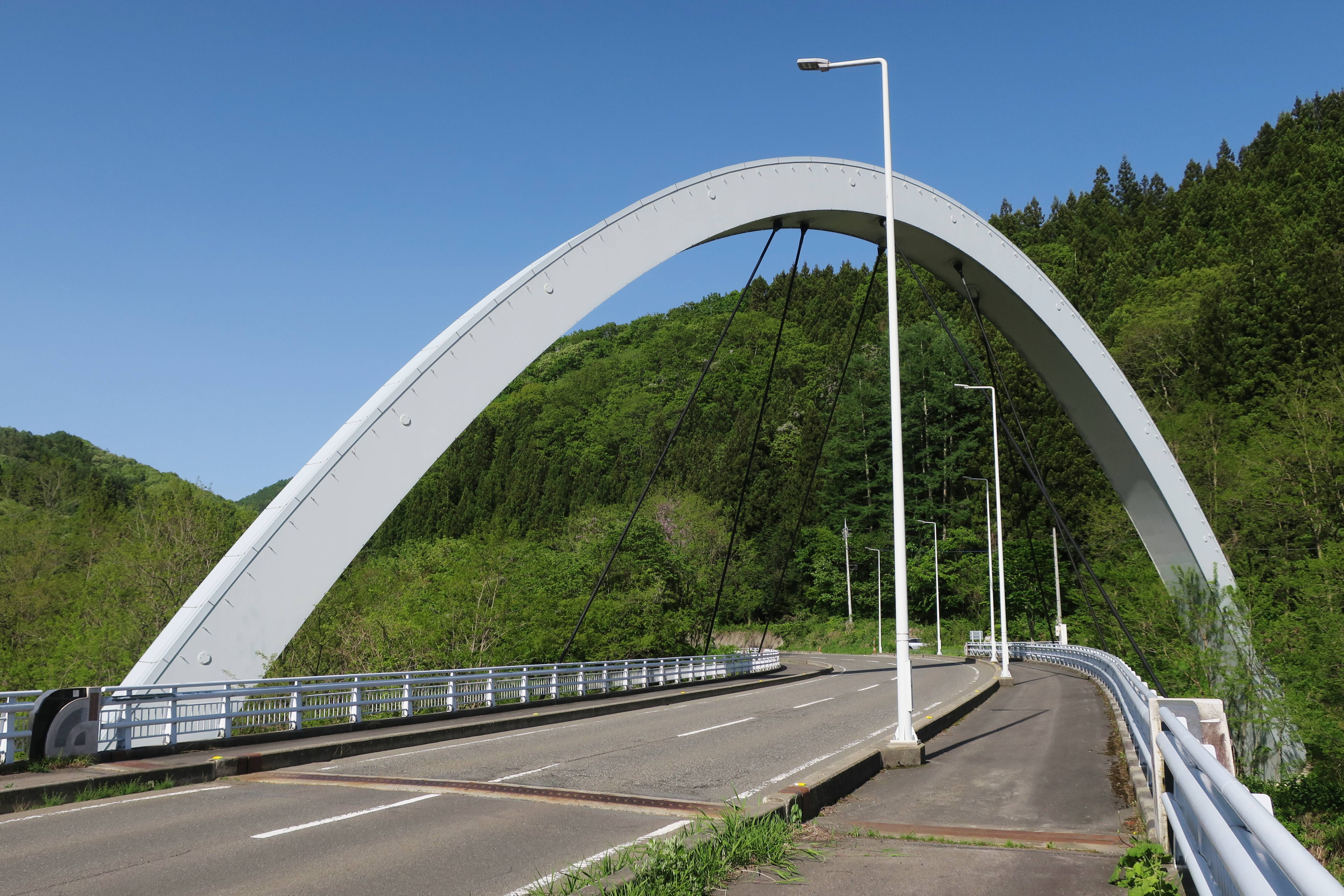
アーチ式鋼斜張橋の尾瀬子仲橋（群馬県片品村、国道401号）

### 主塔
ここから張られたケーブルで桁をささえる。塔は2本であることが多いが1本の場合、3本以上の場合もある。塔の形状はさまざまで一本の柱状、吊橋と同様の2本組、塔の上部をすぼめた逆Y字形やA字型など各種存在する。塔には圧縮力のみが作用する。材料は鋼や鉄筋コンクリート (RC) が用いられることが多い。

### ケーブル

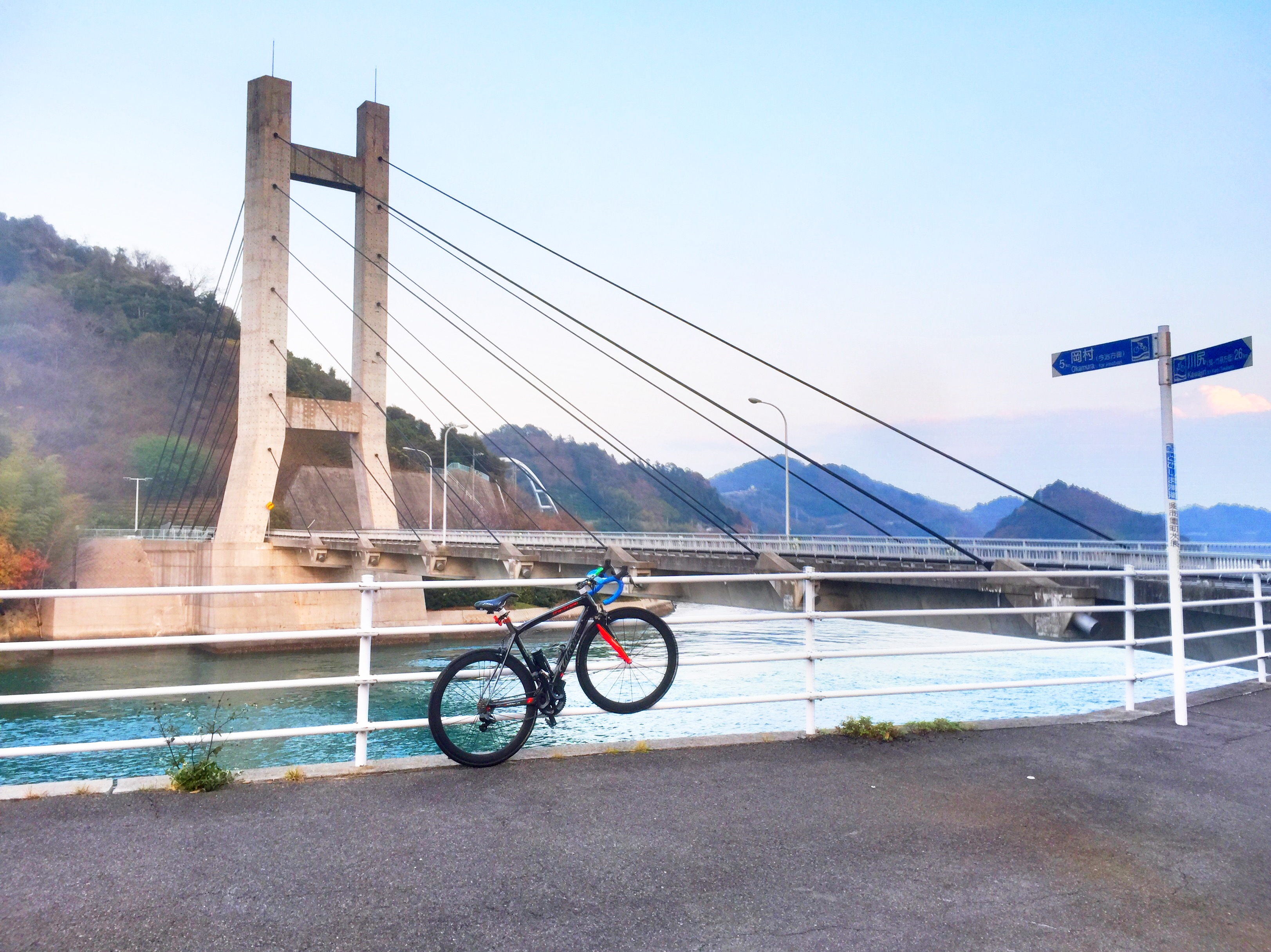
片持ち式の斜張橋 平羅橋

斜材ともいう。主塔と桁を繋ぎ桁を支える。構造上、片持ちの斜張橋を除き塔から左右に張られたケーブルと桁でバランスをとるため吊橋のような両端のアンカレイジは不要である。
ケーブルの張り方にはいくつか種類がある。
側面形では、塔の先端で全てのケーブルをまとめた放射型（ラジアル型）、少しずつずらしたファン型、さらにずらしケーブル同士が平行に張られたハープ型などがある。放射型はケーブルの塔頂でのとりまとめ構造が複雑になるためケーブル本数の少ない小型の橋にしか採用されず、採用例自体も草創期に偏っている。
主塔を1本しかもたず、片側からのみ吊る片持ち型という形式もある。
各形式の例
- 放射型: 尾道大橋、石狩河口橋
- ファン型: 多々羅大橋、横浜ベイブリッジ
- ハープ型: 新尾道大橋、ツインハープ橋
- 片持ち型: 平羅橋、鵜飼い大橋

平面形では、桁中央のケーブルのみで支持する1面吊り、桁両側面のケーブルで支持する2面吊りがある。
ケーブルの本数も設計上の自由度がある。本数を少なくしたほうが構造計算が容易になる。本数を多くしたほうがケーブル1本あたりに作用する力は小さくなる。

### 桁
橋桁あるいは主桁ともいい、人や車が通行する部分である。形状はトラスや箱形があるが近年のものは箱形が多い。塔の左右でバランスをとるため、一般的には、主塔2本の場合側径間と中央径間の長さの比を1:2:1、主塔1本の場合は1:1とする。ただし、主塔2本でも生口橋など、側径間を重く、中央径間を軽く造ることでバランスを取り、中央径間をより長く造る例もある。

## 世界の斜張橋
| 名称                     | 所在地         | 中央径間長 | 供用開始時期 |
| ------------------------ | -------------- | ---------- | ------------ |
| ルースキー島連絡橋       | ロシア         | 1,104 m    | 2012年       |
| 蘇通長江公路大橋         | 中国           | 1,088 m    | 2008年       |
| 昂船洲大橋               | 香港           | 1,018 m    | 2009年       |
| 多々羅大橋               | 日本           | 890 m      | 1999年       |
| ノルマンディー橋         | フランス       | 856 m      | 1995年       |
| Anzac Bridge             | オーストラリア | 805m       | 1995年       |
| 南京長江二橋             | 中国           | 628 m      | 2001年       |
| リガ斜張橋               | ラトビア       | 595 m      | 1981年       |
| リオン・アンティリオン橋 | ギリシャ       | 560 m      | 2003年       |
| カントー橋               | ベトナム       | 550 m      | 2010年       |
| 高屏溪斜張橋             | 台湾           | 330 m      | 1999年       |
| ミヨー橋                 | フランス       | 343 m      | 2004年       |

## 日本の斜張橋
| 名称                 | 道路                                             | 所在地           | 支間長(m) | 供用開始時期 |
| -------------------- | ------------------------------------------------ | ---------------- | --------- | ------------ |
| 神納橋               | 北海道道57号旭川深川線                           | 北海道           | 80        | 1963年       |
| 石狩河口橋           | 国道231号                                        | 北海道           | 160       | 1976年       |
| 十勝中央大橋         | 十勝中央広域農道                                 | 北海道           | 250       | 1988年       |
| ツインハープ橋       | 北海道道90号旭川環状線                           | 北海道           | 140       | 1991年       |
| 十勝大橋             | 国道241号                                        | 北海道           | 251       | 1996年       |
| たっぷ大橋           | 北海道道81号岩見沢石狩線                         | 北海道           | 281       | 2004年       |
| 美原大橋             | 国道337号 （道央圏連絡道路）                     | 北海道           | 340       | 2005年       |
| 青森ベイブリッジ     | 青森港臨港道路2号線                              | 青森県           | 240       | 1992年       |
| 気仙沼湾横断橋       | 三陸沿岸道路                                     | 宮城県           | 360       | 2021年       |
| 松川浦大橋           | 相馬市道大洲松川線                               | 福島県           | 145       | 1995年       |
| ときめき橋           | 北陸自動車道                                     | 新潟県           | 99        | 1994年       |
| 平成大橋             | 前橋市道江田天川線                               | 群馬県           | 124       | 1991年       |
| 坂東大橋             | 国道462号                                        | 群馬県・埼玉県   | 200       | 2004年       |
| 秩父橋               | 国道299号                                        | 埼玉県           | 152       | 1985年       |
| 秩父公園橋           | 埼玉県道208号秩父停車場秩父公園線                | 埼玉県           | 195       | 1994年       |
| 幸魂大橋             | 国道298号                                        | 埼玉県           | 190       | 1992年       |
| 銚子大橋             | 国道124号                                        | 茨城県・千葉県   | 193       | 2008年       |
| かつしかハープ橋     | 首都高速中央環状線                               | 東京都           | 220       | 1987年       |
| 中央大橋             | 東京都道463号上野月島線                          | 東京都           | 138       | 1993年       |
| 府中四谷橋           | 東京都道20号府中相模原線                         | 東京都           | 260       | 1998年       |
| 清砂大橋             | 放射16号                                         | 東京都           | 230       | 2004年       |
| 大師橋               | 東京都道・神奈川県道6号東京大師横浜線            | 東京都・神奈川県 | 203       | 1997年       |
| 勝瀬橋               | 神奈川県道520号                                  | 神奈川県         | 270       | 2006年       |
| 横浜ベイブリッジ     | 首都高速湾岸線・国道357号                        | 神奈川県         | 460       | 1991年       |
| 鶴見つばさ橋         | 首都高速湾岸線                                   | 神奈川県         | 510       | 1995年       |
| 東名足柄橋           | 東名高速道路                                     | 静岡県           | 185       | 1991年       |
| 新湊大橋             | 港臨道路富山新港東西線                           | 富山県           | 360       | 2012年       |
| 内灘大橋             | 石川県道162号高松内灘線                          | 石川県           | 172       | 2001年       |
| 第二千曲川橋梁       | 北陸新幹線                                       | 長野県           | 133.9     | 1997年       |
| 名港西大橋           | 伊勢湾岸自動車道                                 | 愛知県           | 405       | 1986年       |
| 名港東大橋           | 伊勢湾岸自動車道                                 | 愛知県           | 410       | 1998年       |
| 名港中央大橋         | 伊勢湾岸自動車道                                 | 愛知県           | 590       | 1998年       |
| 豊田アローズブリッジ | 伊勢湾岸自動車道                                 | 愛知県           | 235       | 2005年       |
| 鵜飼い大橋           | 岐阜県道77号岐阜環状線                           | 岐阜県           | 154       | 2003年       |
| 舞鶴クレインブリッジ |                                                  | 京都府           | 350       | 2000年       |
| 大和川橋梁           | 阪神高速4号湾岸線                                | 大阪府           | 355       | 1983年       |
| 天保山大橋           | 阪神高速5号湾岸線                                | 大阪府           | 350       | 1986年       |
| 田尻スカイブリッジ   | 大阪府道63号泉佐野岩出線                         | 大阪府           | 168.5     | 1994年       |
| 新猪名川大橋         | 阪神高速11号池田線                               | 大阪府・兵庫県   | 198       | 1998年       |
| 東神戸大橋           | 阪神高速5号湾岸線                                | 兵庫県           | 485       | 1994年       |
| 尾道大橋             | 国道317号                                        | 広島県           | 215       | 1968年       |
| 生口橋               | 西瀬戸自動車道                                   | 広島県           | 490       | 1991年       |
| 新尾道大橋           | 西瀬戸自動車道                                   | 広島県           | 215       | 1999年       |
| 多々羅大橋           | 西瀬戸自動車道                                   | 広島県・愛媛県   | 890       | 1999年       |
| 櫃石島橋             | 瀬戸中央自動車道・JR本四備讃線                   | 香川県           | 420       | 1988年       |
| 岩黒島橋             | 瀬戸中央自動車道・JR本四備讃線                   | 香川県           | 420       | 1988年       |
| 末広大橋             | 徳島県道29号徳島環状線 旧徳島県道211号津田安宅線 | 徳島県           | 250       | 1976年       |
| 小鳴門大橋           | 徳島県道11号鳴門公園線                           | 徳島県           | 280       | 1997年       |
| 四国三郎橋           | 徳島県道41号徳島北灘線                           | 徳島県           | 160       | 1998年       |
| 弓削大橋             | 愛媛県道338号岩城弓削線                          | 愛媛県           | 175       | 1996年       |
| 生名橋               | 愛媛県道338号岩城弓削線                          | 愛媛県           | 315       | 2011年       |
| 岩城橋               | 愛媛県道338号岩城弓削線                          | 愛媛県           | 475       | 2022年       |
| 周防大橋             | 山口県道25号宇部防府線                           | 山口県           | 180       | 1992年       |
| 栄川運河橋           | 宇部湾岸道路                                     | 山口県           | 190       | 2011年       |
| 荒津大橋             | 福岡高速1号線                                    | 福岡県           | 184       | 1988年       |
| 天建寺橋             | 佐賀県道・福岡県道138号西島筑邦線                | 福岡県・佐賀県   | 219       | 1999年       |
| 矢部川大橋           | 有明海沿岸道路                                   | 福岡県           | 261       | 2009年       |
| 呼子大橋             | 呼子大橋線                                       | 佐賀県           | 250       | 1989年       |
| 鷹島肥前大橋         | 長崎県道・佐賀県道109号鷹島肥前線                | 佐賀県・長崎県   | 400       | 2009年       |
| 大島大橋             | 大島大橋有料道路                                 | 長崎県           | 350       | 2001年       |
| 女神大橋             | ながさき女神大橋道路                             | 長崎県           | 480       | 2005年       |
| 鮎の瀬大橋           | 緑川農免農道                                     | 熊本県           | 200       | 1999年       |